# Soritacea
Soritacea је натфамилија бентосних фораминифера са више комора у љуштури. Најважније особине представника ове натфамилије су крупно тело (до преко 1 cm) и присуство алгалних ендосимбионата (различите врсте црвених и зелених алги или динофлагелата). Фораминифере из групе Soritacea најчешће насељавају плитка тропска олиготрофна мора.